# Destilační nástavec

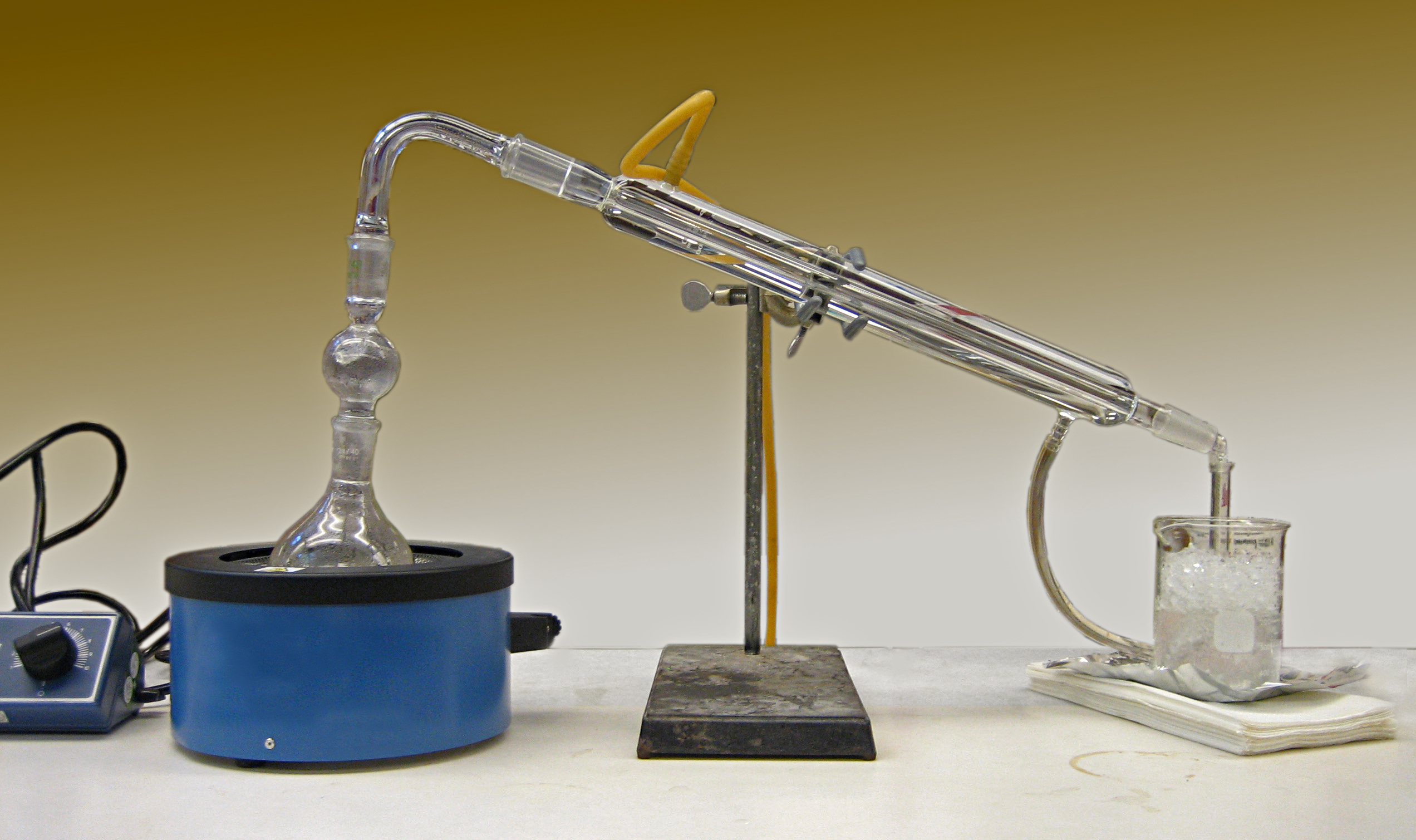
Jednoduchý laboratorní nástavec použitý při destilaci (vlevo nahoře mezi destilační baňkou a sestupným chladičem)

Destilační nástavec (destilační hlava) je druhem nástavce z laboratorního skla. Jde o přechod mezi destilační baňkou a laboratorním chladičem, vyrobený z borosilikátového skla (chemická a teplotní odolnost) a opatřený normovanými zábrusy. Používá se, pokud je potřeba změnit směr toku par (baňka → nástavec → sestupný chladič), případně pokud je do sestavy potřeba připojit další kus, jako je např. teploměr nebo přikapávací nálevka.
Někdy je kombinován do jednoho kusu spolu s destilační baňkou, pak se jedná buď o frakční baňku, či s rektifikační kolonou, nebo jej nahrazuje varianta destilační baňky – baňka s více zábrusovými otvory (též tubusy).